# 首次亮相
在漫画书及其他具有较长历史的故事系列中，首次亮相（英語：first appearance）是指首次对虚构角色进行主要介绍的一期漫画、读本等。这类读物因为十分稀有，而且对于该角色日后的出场表现十分重要，因此收藏者会对这类读物趋之若鹜。

## 讀者對首次亮相的興趣
收藏家重視首次亮相的稀有性和歷史價值，而許多普通讀者則有興趣查看他們最喜歡的角色最初是如何被描繪的。首次出現的重印本經常以單本漫畫書和商業平裝書的形式出版，通常與該角色的其他早期出現一起出版。漫威漫畫的“基本”系列通過讓讀者以實惠的價格了解角色的早期歷史而廣受歡迎。
從歷史上看，第一次出現講述了這個角色的起源故事，儘管蝙蝠俠和綠魔等一些角色在幾個問題上仍然是可疑的人物。現代作家更喜歡在整個故事情節中講述角色的起源，或者在出現“秘密起源”問題之前保持新引入的角色的神秘性。一些粉絲認為這是一種噱頭，並且更喜歡舊方法。 
許多首次亮相的藝術價值是值得商榷的。最著名的首次亮相中描繪的事件不斷被後續作家重新改編、重新啟動和/或擴展。像許多黃金時代和白銀時代的漫畫一樣，第一次出現往往會過時，不符合現代角色的刻畫。
然而，一些首次亮相被認為是經典之作。 1990年代的蜘蛛俠作家霍華德·麥基說，他最喜歡的以該角色為主角的故事是他在《神奇幻想》#15（1962年8月）中的首次亮相和起源故事，並指出斯坦·李和史蒂夫·迪特科“為我們提供了我們需要的一切，我想要或可以要求盡可能少的空間。每個複述起源的人都不會改進原作，他們只是擴展它。”

## 首次出現問題的貨幣價值
流行人物的首次亮相是現存最有價值的漫畫書之一。在 2002 年春季版The Overstreet漫畫書價格指南中列出的“十本最有價值的漫畫書”中，有七本是受歡迎的超級英雄的首次亮相。另一本《漫威漫畫#1》（1939年10月）是黃金時代霹靂火的首次亮相，但更值得注意的是作為行業巨頭漫威漫畫公司出版的第一本漫畫書。
一個角色在第一次出現後獲得足夠的人氣可能需要很多年才能被認為是“標誌性的”。當一個角色達到這種受歡迎程度時，他們的首次出現問題的少數副本通常會保留下來。此外，這些剩餘的複製品中將有更少的複製品處於收藏家所珍視的原始狀態。對於感興趣的收藏家來說，所剩無幾的東西可能價值數千美元。例如，在2004年，《閃電俠》的首次亮相，《閃電俠》第1期（1940年1月）的副本以 42,000 美元的價格被拍賣，而《美國隊長》的第一次出現，《美國隊長漫畫》第1期（1941年3月）的副本售出64,400美元。 2010年，另一本 Flash Comics #1 以450,000美元的價格私下售出。
超人的首次出現，動作漫畫#1（1938年6月），由於其文化意義和稀有性（據信不到一百本），被視為漫畫書的“聖杯”。超人被廣泛認為是鞏固了（即使不是創造出來的）超級英雄原型；因此，他的首次亮相不僅對角色的粉絲很重要，對超級英雄和漫畫書的粉絲也很重要。保存完好的Action Comics #1副本已在拍賣會上以破紀錄的價格售出。 2010年，收藏家通常使用的10分制評分為8.0（“非常好”）的複製品在拍賣會上以1,000,000美元的價格售出。即使是評級為5.5（“極好”）的複製品在2016年也以956,000美元的價格售出.
在2010年以破紀錄的百萬美元出售動作漫畫#1後不久，在遺產拍賣會上以1,075,000美元的價格售出了蝙蝠俠首次亮相的偵探漫畫#27。